# 藤井昇 (文学研究者)
藤井 昇（ふじい のぼる、1925年(大正14年)11月28日 - 2003年(平成15年)4月12日）は、日本のラテン文学者。

## 経歴
1925年、東京府東京市芝区（現在の東京都港区）高輪に生まれる。妻妾同居の家庭で妾に育てられ、実母を慕う。
1942年、横浜ハリストス正教会で日本正教会の小野帰一主教により受洗。聖名はマトフェイ。1943年、慶應義塾普通部4年を修了、慶應義塾大学予科に進学。しかし戦局の悪化により、1944年、三重県第一気象連隊に入隊。戦後復学し、1948年に慶應義塾大学文学部英文科を卒業。卒業後は助手となる。その後、商学部助教授、1966年より教授、1974年より同言語文化研究所教授。1991年に定年退職し、名誉教授となった。
戦後、澤木興道に参禅、浄土真宗に帰依した。江藤淳と親しかった。

## 受賞・栄典
- 1973年：ホラティウス『歌章』その他により慶應義塾賞受賞。

## 著書
- 『ラテン文学のすすめ』講談社現代新書、1966年
- 『ローマ史ものがたり』わらび書房、1984年、新版1993年
- 『ラテン文学の周辺』わらび書房、1985年

- 『詳解ラテン文法』樋口勝彦共著 研究社出版、1963年、新装版1981年、2008年

### 翻訳
- 『世界文学全集 古典篇 ギリシャ・ローマ文学篇』「アエネーイス」ウェルギリウス作 （樋口勝彦共訳） 河出書房、1956年
- 『世界名詩集大成 第1 古代・中世篇』ギリシャ抒情詩（呉茂一、河底尚吾共訳）平凡社、1963年
- 『マールティアーリス詩選』 大学書林 語学文庫、1964年、第3版2004年
- ピエール・グリマル『ラテン文学史』（松原秀一共訳） 白水社 文庫クセジュ、1966年
- オウィディウス『恋の手ほどき アルス・アマートーリア』角川文庫、1971年
- ホラーティウス『歌章』現代思潮社、1973年
- チャールズ・セルトマン『古代の女たち』冨山房、1973年
- マールクス・ワレリウス・マールティアーリス『マールティアーリスのエピグランマタ』上・下、慶応義塾大学言語文化研究所、1973年 - 1978年
- 『世界のライト・ヴァース 太陽の半分と月の全部と』（桑名一博、池澤夏樹、米川良夫共編・訳、森本清彦絵） 書肆山田、1982年
- オウィディウス『恋の手ほどき　惚れた病の治療法』 わらび書房、1984年。訳著
- ユウェナーリス『サトゥラェ 諷刺詩』日中出版、1995年

## 参考
- 『ラテン文学の周辺』附載年譜
- 藤井昇氏死去  慶応大名誉教授 - ウェイバックマシン（2008年7月15日アーカイブ分）- 共同通信